# ADAC-Opel-e-Rallye-Cup
Der ADAC-Opel-e-Rallye-Cup ist eine als Markenpokal gestaltete Motorsport-Rennserie, die im Jahr 2021 zusammen mit dem ADAC zum ersten Mal ausgetragen wurde. Gefahren wird mit einem Opel Corsa-e Rallye. Der ADAC-Opel-e-Rallye-Cup ist die Nachfolgemeisterschaft des ADAC-Opel-Rallye-Cup.

## Geschichte
Auf der Internationalen Automobil-Ausstellung (IAA) in Frankfurt am Main vom 12. bis 22. September 2019 wurde der neue Opel Corsa-e für die Rennserie ADAC-Opel-e-Rallye-Cup dem Publikum erstmals vorgestellt. Es ist weltweit der erste Rallye-Markenpokal für Elektrofahrzeuge. Beim Saisonfinale der Deutschen Rallye-Meisterschaft (DRM) im Rahmen der ADAC 3-Städte Rallye am 18./19. Oktober 2019 wurde der neue Opel Corsa-e der Rallye-Szene präsentiert.
Auch bei der Essen Motor Show in Essen vom 29. November bis 8. Dezember 2019 wurde der Opel Corsa-e dem Publikum auf dem ADAC-Stand in Halle 3 gezeigt. Ende Januar 2020 wurde Holzer Motorsport als Service Provider und Michelin als Reifenhersteller bekannt gegeben. Eigentlich sollte die Rennserie in der Debütsaison 2020/21 ausgetragen werden; dies wurde wegen der COVID-19-Pandemie auf Frühjahr 2021 verschoben. Bei der ADAC Rallye Rund um die Sulinger Bärenklaue am 20./21. November 2020 sollten alle eingeschriebenen Teilnehmer mit dem neuen Opel Corsa-e den ersten Test unter Wettbewerbsbedingungen absolvieren, jedoch wurde die Veranstaltung pandemiebedingt abgesagt.

## Reglement

### Sportliches Reglement

#### 2020
Teilnahmeberechtigt sind Fahrer und Beifahrer mit einer Internationalen Bewerber- und Fahrerlizenz des DMSB oder eines anderen der FIA angeschlossenen ASN Stufen A, B, C und D besitzen. Auch teilnahmeberechtigt sind Fahrer und Beifahrer die nur die Nationalen Bewerber- und Fahrerlizenz des DMSB oder eines anderen der FIA angeschlossenen ASN Stufen A besitzen und Beifahrer dürfen zusätzlich B und C besitzen. Außerdem dürfen Fahrer in den vergangenen zwei Jahren nicht Prioritätsfahrer der FIA oder eines ASN gewesen sein. Bewerber, die mit dem Fahrer teilnehmen, müssen eine internationale Firmen- oder internationale  Club-Bewerberlizenz  des DMSB oder eines anderen der FIA angeschlossenen ASN besitzen. Sollte sich im Lauf der Saison Fahrer/Beifahrer  Wechsel anstehen muss diese Änderung dem Serienausschreiber sofort mitgeteilt werden. Wenn Firmen, Clubs oder Teams neben Fahrernamen im Programmteil Nenn-, Starter- und Ergebnislisten genannt werden wollen, ohne gleichzeitig die Funktion eines Bewerbers zu übernehmen brauchen eine sogenannte DMSB-Sponsor-Card. Gastteams brauchen eine gültige Internationale und Nationale Bewerber- und Fahrerlizenz gemäß Art. 5.1. Ausländische Bewerber/Fahrer/Beifahrer die an Rallyeveranstaltungen teilnehmen wollen brauchen die Zustimmung des eigenen ASN. Die Auslandsstartgenehmigung ist vom Bewerber/Fahrer in deutscher oder in englischer Sprache bei der Dokumentenabnahme vorzulegen. Haben die Veranstaltung den Status National A (NEAFP) sind DMSB-Lizenznehmer sowie Lizenznehmer eines anderen der FIA angeschlossenen ASN teilnahmeberechtigt und erhalten Punkte für den ADAC-Opel-e-Rallye-Cup 2021.
Ein Rallyewochenende findet nach den Bestimmungen der FIA/DMSB Rallye-Reglements statt. Besonderheiten sind den jeweiligen Veranstaltungsausschreibungen zu entnehmen. Jeder Teilnehmer hat bei offiziellen Terminen zu erscheinen, tut der Teilnehmer es nicht oder kommt zu spät wird er mit einer Geldbuße 100 Euro geahndet. Kommt es wiederholt vor, kann der Teilnehmer aus dem ADAC Opel e-Rally Cup ausgeschlossen werden. Der ADAC weist für die Bewerber/Teams im jeweiligen Servicepark die Stellflächen selbst zu. Fällt ein Team im Rallyerennen aus, muss es unverzüglich eine Meldung über den Ausfall und Ausfallgrund beim Serienausschreiber machen.

### Technisches Reglement

#### 2020
Es wird mit einem Corsa-e Rallye gefahren. Es gelten folgende technischen Bestimmungen gemäß: Art. 253 des Anhang J (ISG der FIA), technische Bestimmungen des ADAC Opel e-Rally Cups, allgemeine Bestimmungen, Definitionen und Klarstellungen zu technischen Reglements (DMSB-Handbuch, blauer Teil), vorliegendes technisches Reglement, Reifenbestimmungen gemäß Anhang IV des DMSB Rallye-Reglements 2021, DMSB genehmigte Technik-Bulletins von ADAC e. V. und Opel Motorsport und Serviceleitfaden (Vehicle Documentation) und aktueller Ersatzteilkatalog des ADAC Opel e-Rally Cups 2021.
Bei jeder Veranstaltung muss das Fahrzeug 1690 kg plus Fahrer und Beifahrer mit deren Ausrüstung (zum Beispiel Helme, HANS Systeme, Headsets, Overalls etc.) betragen. Im Corsa-e Rallye Fahrzeug ist ein Soundsystem serienmäßig. Es darf ohne Genehmigung des ADAC e. V. und der Opel Automobile GmbH nicht verändert werden. Es muss bei jeder Fahrt bei einer Veranstaltung eingeschaltet sein. Bei Wertungsprüfung muss das Soundsystem über den zentralen Schalter an der Bedieneinheit auf laut geschaltet werden und während der Verbindungsetappen muss das Soundsystem auf leise geschaltet werden. Ist das Soundsystem defekt, muss der technische Kommissar bestätigen.
Jede HV-Batterie ist verplombt und ist ein entsprechendes Fahrzeug zugeordnet. Ab dem Werk sind die Gehäuseteile der HV-Batterie verklebt und dürfen weder während der Veranstaltung, noch zwischen den verschiedenen Events zum ADAC Opel e-Rally Cup geöffnet werden. Ein Fahrzeug mit beschädigter Verklebung wird nicht zur Veranstaltung zugelassen. Eine Veränderung an der HV-Batterie führt zum sofortigen Wertungsausschluss. Jeder Teilnehmer ist für die korrekte Verplombung der HV-Batterie bei der Veranstaltung selbst verantwortlich. Die HV-Batterie darf während der Veranstaltung nicht ausgetauscht werden aber nur zwischen den Veranstaltungen zum ADAC Opel e-Rally Cup möglich und es darf eine Ersatz-HV-Batterie über Opel Motorsport bezogen werden. Bei der nächsten technischen Abnahme ist der Austausch der HV-Batterie sofort zu melden.
Es dürfen nur Zweikreis-Bremsen ohne Antiblockiersystem verwendet werden und es sind ausschließlich die im Ersatzteilkatalog beschriebenen Bremsbeläge zugelassen. Der Reifenhersteller für die Saison 2021 ist Michelin. Es dürfen nur die am Fahrzeug montierten Reifen müssen zu jedem Zeitpunkt der Veranstaltung min. 1,6 mm Profiltiefe haben. Die Reifengröße beträgt 19/63-17 und es sind Slickreifen R21 und Regenreifen R11 zugelassen, einheitlich geschnitten dürfen nicht verwendet werden.

## Punktevergabe
In der Saison 2021 werden für die ersten 15 Plätze Punkte nach folgendem Punkteschema vergeben und das Gleiche gilt auch für die Junior-Wertung (Teilnehmer bis einschließlich 25 Jahre):
| Position | 1. | 2. | 3. | 4. | 5. | 6. | 7. | 8. | 9. | 10. | 11. | 12. | 13. | 14. | 15. |
| -------- | -- | -- | -- | -- | -- | -- | -- | -- | -- | --- | --- | --- | --- | --- | --- |
| Punkte   | 30 | 24 | 21 | 19 | 17 | 15 | 13 | 11 | 10 | 7   | 5   | 4   | 3   | 2   | 1   |

Folgende Punkte werden für die Powerstage vergeben:
| Position | 1. | 2. | 3. | 4. | 5. |
| -------- | -- | -- | -- | -- | -- |
| Punkte   | 5  | 4  | 3  | 2  | 1  |

## Rennfahrzeug

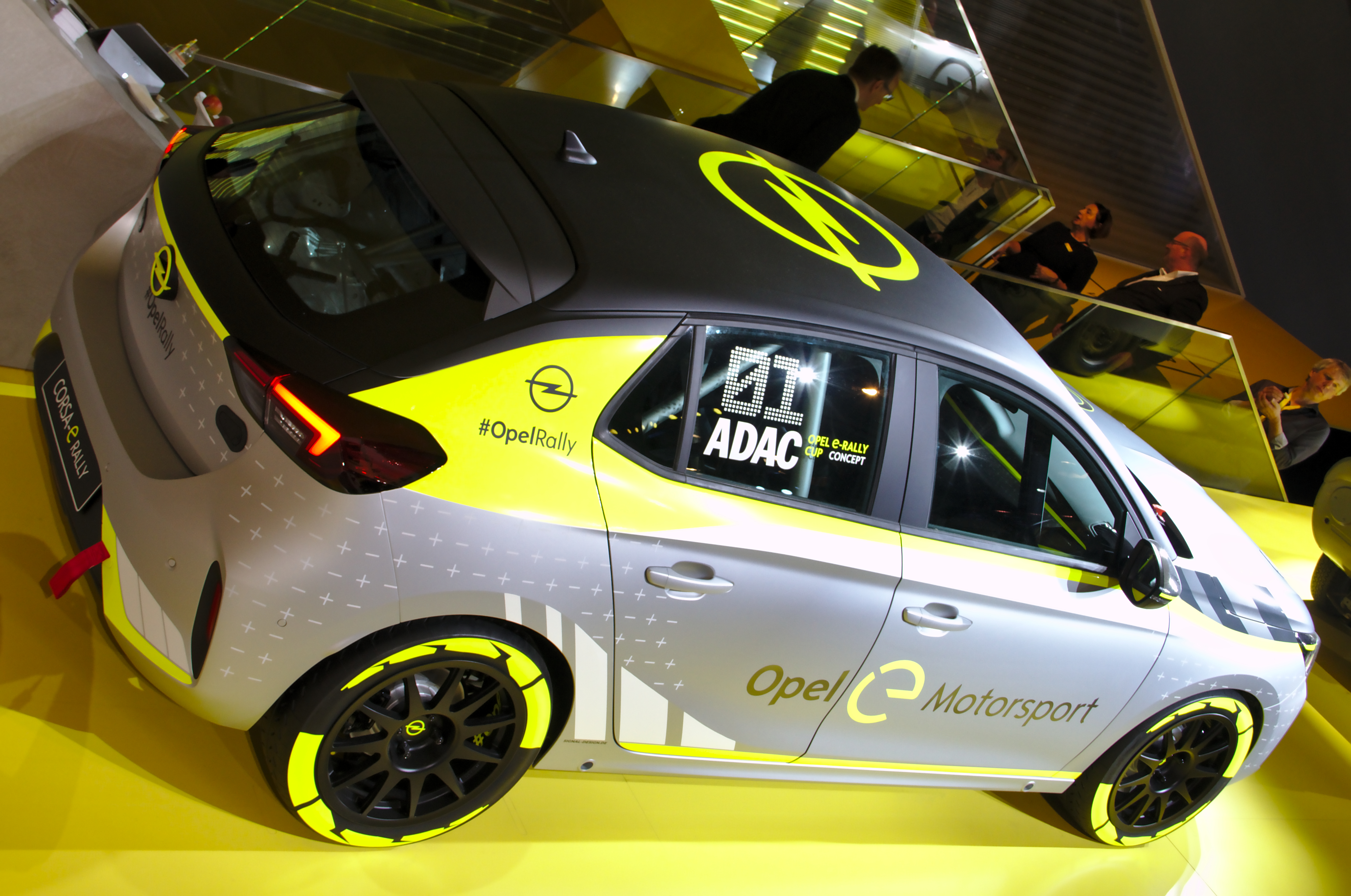
Opel Corsa-e Rallye auf der IAA 2019 in Frankfurt am Main

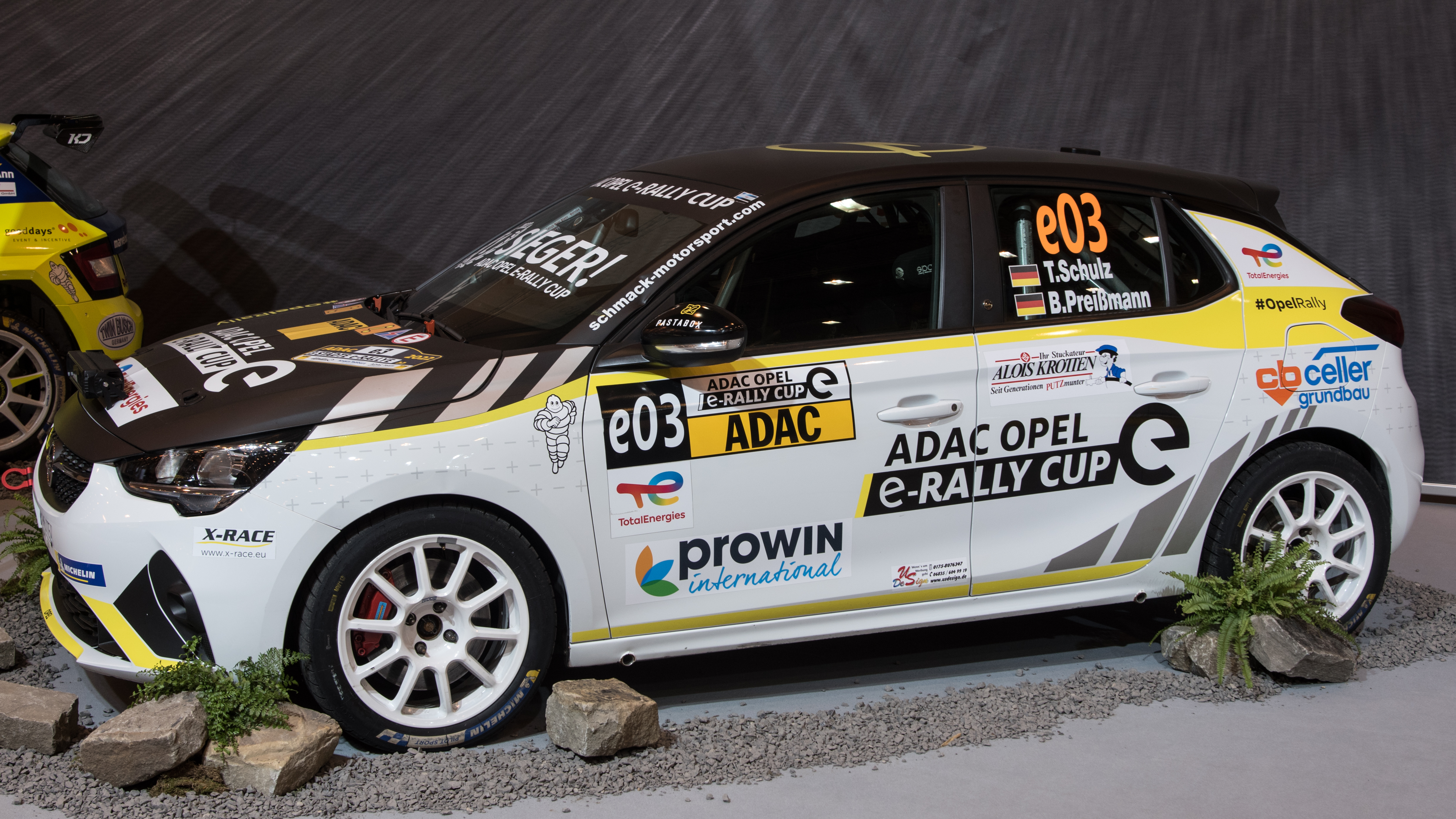
Siegerfahrzeug 2022

Das Fahrzeug ist nur für den Rallyeeinsatz zugelassen. Das Rennfahrzeug ist seit dem Jahr 2019 wie folgt ausgestattet:
- Elektromotor: Synchronmotor Vitesco EMR3 (Serie)
- Drehmoment: 260 Nm
- Energiespeicher: Lithium-Ionen-Akkumulator, 50 kWh
- Kraftübertragung: Frontantrieb mit Torsen-Differenzial
- Fahrwerk: Bilstein-Rallyefahrwerk MacPherson-Federbeinen mit Uniballaufnahmen vorne
- Lenkung: elektrische Servolenkung
- Bremsen: 4-Kolben-Bremssattel mit innenbelüfteten 332x28-mm-Bremsscheiben vorne, 264x12-mm-Bremsscheiben hinten, hydraulischer Druck im hinteren Bremskreis einstellbar, angepasste Bremsensteuerung mit Rekuperation, hydraulische „Fly-Off“-Handbremse
- Räder BRAID, 7 x 17 Zoll; ET20
- Chassis: Leichtbau-Rohkarosserie, verschweißter Sicherheitskäfig, Unterfahrschutz für Motor, Getriebe und HV-Batterie, Elektrisch auslösende Feuerlöschanlage, Trockenbatterie (serienmäßig im Motorraum), außen: Schnellverschlüsse für Motorhaube und Heckklappe, Abschleppösen
- Bordelektrik Basierend auf der elektrischen Serien-Architektur angepasste Hard- und Software, Elektronisches Stabilitäts-Programm (ESP), Antriebsschlupfregelung (TC) sowie Antiblockiersystem (ABS) deaktiviert, Optional: zusätzliches Display mit Datalogger, Neu entwickeltes High-Voltage (HV) Safety-Warnsystem, Optional: Tripmaster & Zusatzleuchten / Nachtgesicht
- Abmessungen: Länge: 4060 mm, Breite: 1765 mm, Höhe: 1435 mm, Radstand: 2538 mm
- Gewicht: ca. 1400 kg

## Bisherige Meister
| Jahr | Meister         | Punkte | Zweiter        | Punkte | Dritter            | Punkte |
| ---- | --------------- | ------ | -------------- | ------ | ------------------ | ------ |
| 2021 | Laurent Pellier | 239    | Max Reiter     | 174    | Timo van der Marel | 156    |
| 2022 | Timo Schulz     | 211    | Calle Carlberg | 164    | Max Reiter         | 158    |
| 2023 | Calle Carlberg  | 253    | Max Reiter     | 235    | Luca Pröglhöf      | 186    |
| 2024 | Luca Pröglhöf   | 218    | Rott Anthony   | 188    | Español Álex       | 170    |